# 楊洛穎
楊洛穎（1984年—）是台灣女性散打國手，臺北人。目前就讀國立勤益科技大學資訊管理系。早期原學習作蛋糕後轉往武術發展。